# ГЕС Л'Оспітале
ГЕС Л'Оспітале (фр. L'Hospitalet) — гідроелектростанція на півдні Франції. Знаходячись вище від ГЕС Merens, становить верхній ступінь в каскаді на Ар'єж (права притока Гаронни), що дренує північний схил Піренеїв неподалік кордону з Андоррою.
Для накопичення ресурсу використовується цілий ряд водойм:
- водосховище Lanoux на однойменній річці, яка є одним з витоків Riu-de-Querol-Ou-l'Aravo (дренує південний схил Піренеїв, через El Segre та Ебро відноситься до басейну Балеарського моря). Цю водойму об'ємом 71 млн м3 утримує бетонна аркова гребля висотою 45 метрів, довжиною 176 метрів та товщиною від 2 до 6 метрів, на спорудження якої пішло 25 тис. м3 матеріалу;[1]

- водосховище Bésines, створене на правій притоці Ар'єж Ruisseau-des-Besines з використанням природного озера, рівень якого підняли греблею;[2]

- водосховище Baldarques площею поверхні 0,014 км2 та об'ємом 50 тис. м3, яке утримує гравітаційна гребля висотою 15 метрів та довжиною 87 метрів, споруджена на Ruisseau-de-Val-d'Arques (ліва притока Ruisseau-du-Siscar, яка в свою чергу є лівою притокою Ар'єж). Окрім прямого стоку, сюди надходить додатковий ресурс з північного заходу та півдня. У першому випадку транспортується вода із озера Couart у сточищі річки Ruisseau-du-Mourguillou (ще одна ліва притока Ар'єж), для чого використовується тунель між Couart та озером Pédourrès (на Ruisseau-de-Val-d'Arques дещо вище від Baldarques). У другому випадку через тунель транспортують ресурс зі водосховища Sisca площею поверхні 0,02 км2 та об'ємом 120 тис. м3, яке створене на згаданій вище Ruisseau-du-Siscar за допомогою аркової греблі висотою 15 метрів та довжиною 80 метрів.[3][4]

Ресурс із Bésines за допомогою насосної станції закачується до розташованого вище сховища Lanoux, між яким та машинним залом у долині Ар'єж створюється напір у 785 метрів. Для його використання встановлено три турбіни типу Пелтон потужністю по 30 МВт. Розташоване з протилежного боку долини Ар'єж сховище Baldarques постачає ресурс до машинного залу через інший дериваційний тунель, який створює напір у 548 метрів та подає воду на турбіну такого ж типу потужністю 14 МВт.
Крім того, існує можливість закачування води з Baldarques до Lanoux за допомогою насосної станції. Загальна потужність двох згаданих насосних станцій гідрокомплексу становить 27 МВт, при цьому вони перекачують за рік приблизно 30 млн м3 води. 
У цілому станція Л'Оспітале виробляє за рік до 255 млн кВт-год електроенергії.